# Jimmy LaFave
Jimmy LaFave (Wills Point, 12 de julho de 1955 – Austin, 21 de maio de 2017) foi um cantor e compositor norte-americano de folk music. 
Quando criança, a família de LaFave mudou-se para o subúrbio de Dallas, Mesquite, onde ele fez o ensino fundamental e médio. Embora ele tenha vivido em Austin, Texas desde 1986, muitas pessoas pensam que ele é de Oklahoma por causa de seu forte vínculo musical com o estado. Foi em Oklahoma que ele começou a definir seu som, que, em parte, é uma combinação de suas experiências entre muitos autênticos compositores da tradição de Woody Guthrie.
Morreu em 21 de maio de 2017, aos 61 anos, de uma forma rara de câncer.

## Discografia parcial
| Ano  | Título                          | Gravadora          |
| ---- | ------------------------------- | ------------------ |
| 2015 | Trail 4                         | Music Road Records |
| 2015 | The Night Tribe                 | Music Road Records |
| 2014 | Trail 3                         | Music Road Records |
| 2014 | Trail 2                         | Music Road Records |
| 2012 | Depending On The Distance       | Music Road Records |
| 2010 | Favorites 1992-2001             | Music Road Records |
| 2007 | Cimarron Manifesto              | Red House Records  |
| 2005 | Blue Nightfall                  | Red House Records  |
| 2001 | Texoma                          | Bohemia Beat       |
| 1999 | Trail                           | Bohemia Beat       |
| 1997 | Road Novel                      | Bohemia Beat       |
| 1995 | Burden To Bear                  | Munich Records EP  |
| 1995 | Buffalo Return to the Plains    | Bohemia Beat       |
| 1994 | The Open Road (Highway Trance)  | Munich Records EP  |
| 1994 | Highway Trance                  | Bohemia Beat       |
| 1992 | Austin Skyline                  | Bohemia Beat       |
| 1988 | Highway Angels...Full Moon Rain | Independent        |
| 1981 | Broken Line                     | Snowbound          |
| 1979 | Down Under                      | Snowbound          |